# ГЕС Nentilla
ГЕС Nentilla — гідроелектростанція на півдні Франції. Є найпотужнішою у складі каскаду на річці Од, яка дренує північно-східну частину Піренеїв та тече у Середземне море. Знаходиться в основній технологічній схемі каскаду між ГЕС Escouloubre, після якої розташовано водозабір до дериваційного тунелю, та ГЕС La Forge (при цьому на ділянці між Escouloubre та La Forge розташовані ще три малі станції Usson, Gesse та St Georges, які працюють у складі іншого технологічного ланцюжка, котрий починається на лівій притоці Оду Bruyante).
Відпрацьована на ГЕС Escouloubre вода, доповнена із розташованого поряд водозабору на Оді, спрямовується через гірський масив лівобережжя річки по дериваційному тунелю довжиною 5 км. По дорозі до тунелю також надходить додатковий ресурс зі струмків l'Aiguette (права притока Оду) та la Clarianelle (ліва притока попереднього).
Машинний зал обладнано двома турбінами типу Пелтон загальною потужністю 54,6 МВт, які при напорі у 527 метрів забезпечують виробництво 137 млн кВт·год електроенергії на рік.
Відпрацьована вода відводиться до Оду.